# 香椿四節蜱
香椿四節蜱（学名：Tetra toona）为節蜱科四節蜱屬下的一个种。